# Thomas Henry (football)
Ne doit pas être confondu avec le peintre et mécène français Thomas Henry.
Pour les articles homonymes, voir Henry.
Thomas Henry, né le 20 septembre 1994 à Argenteuil, dans le Val-d'Oise en France, est un footballeur français qui joue au poste d'avant-centre au Standard de Liège.

## Biographie

### Jeunesse et formation
Thomas Henry est le fils de Jean-Michel Henry, escrimeur médaillé à plusieurs reprises aux Jeux olympiques et aux Championnats du monde et Sylvie Constanciel, championne de France juniors de basket-ball avec le Stade français en 1983-1984.
Thomas Henry pratique d'abord l'athlétisme de 5 à 15 ans avant de signer sa première licence en football avec l'AS Fontenay-aux-Roses qui évolue alors en troisième division de district. Il poursuit son apprentissage au Centre de formation de Paris (CFFP Paris), à Orly.
Il a obtenu un baccalauréat professionnel en comptabilité en 2013 après avoir suivi sa scolarité dans un lycée de Beauvais,,.

### Trois saisons en Belgique: Tubize et OHL
Le 1er juillet 2018, il poursuit sa carrière en Belgique en rejoignant l'AFC Tubize, évoluant en division 2. Il y inscrit 11 buts en 17 rencontres malgré une suspension pour 5 matches suite à un coup de coude volontaire. Ses bonnes performances attirent l'attention d'OH Louvain, autre club de D2, qui le transfère lors du mercato d'hiver, le 17 janvier 2019. Lors du championnat de Belgique de deuxième division 2019-2020, il est promu en division 1. Il réalise personnellement une saison 2020-2021 de D1 belge très réussie avec les Louvanistes, finissant deuxième meilleur buteur de la compétition avec 21 buts inscrits.

### Venise FC
Ses excellentes statistiques lui valent un transfert le 24 août 2021 au Venise FC, club italien promu en Série A. Le montant du transfert est estimé à 5,5 M €. Il inscrit son premier but et son premier assist pour le club vénitien le 11 septembre en déplacement au Empoli FC (victoire 1-2). Titulaire régulier sous son entraineur Paolo Zanetti, il totalise 9 buts sous les couleurs des Lagunari.

### Hellas Vérone
Le 16 juillet 2022, il signe un nouveau contrat portant sur deux saisons avec option pour une troisième avec l'Hellas Vérone, autre club italien de Série A voisin et rival de Venise. Le montant du transfert est presque similaire à celui réalisé une année auparavant. Victime d'une rupture des ligaments croisés le 21 janvier 2023 contre Lecce, sa saison est terminée. Il reprend la compétition le 27 septembre 2023 mais perd sa place de titulaire, devant se contenter d'entrées au jeu épisodiques.

### Prêt à Palerme
Le 16 juillet 2024, n'entrant plus dans les plans de l'entraineur véronais Paolo Zanetti qu'il avait connu deux ans plus tôt à Venise, il est prêté pour sa dernière année de contrat au Palerme FC, évoluant en Série B. S'il est régulièrement aligné jusqu'au 31 janvier 2025, il n'est plus repris dans la sélection du club sicilien pour la suite de la saison.

### Standard de Liège
Le 3 juillet 2025, bénéficiant d'un transfert libre, il est de retour en Belgique quatre années après avoir quitté le pays. Il signe un contrat de deux saisons, assorti d'une option pour une année supplémentaire au Standard de Liège, le liant au club liégeois au minimum jusqu'en 2027. Il est titulaire et buteur dès le premier match du championnat de Belgique à la RAAL La Louvière le 26 juillet (victoire 0-2).

## Statistiques
| Saison                | Club                     | Championnat           | Championnat | Championnat | Coupe nationale | Coupe nationale | Coupe de la Ligue | Coupe de la Ligue | Total | Total |
| Saison                | Club                     | Division              | M.          | B.          | M.              | B.              | M.                | B.                | M.    | B.    |
| 2012-2013             | AS Beauvais Oise         | 4                     | 3           | 0           | 0               | 0               | -                 | -                 | 3     | 0     |
| 2013-2014             | AS Beauvais Oise         | 4                     | 23          | 4           | 2               | 0               | -                 | -                 | 25    | 4     |
| Sous-total            | Sous-total               | Sous-total            | 26          | 4           | 2               | 0               | 0                 | 0                 | 28    | 4     |
| 2014-2015             | ÉFC Fréjus Saint-Raphaël | 3                     | 21          | 2           | 2               | 0               | -                 | -                 | 23    | 2     |
| Sous-total            | Sous-total               | Sous-total            | 21          | 2           | 2               | 0               | 0                 | 0                 | 23    | 2     |
| 2015-2016             | FC Nantes                | 1                     | 2           | 0           | 0               | 0               | 0                 | 0                 | 2     | 0     |
| Sous-total            | Sous-total               | Sous-total            | 2           | 0           | 0               | 0               | 0                 | 0                 | 2     | 0     |
| 2016-2017             | FC Chambly Oise          | 3                     | 25          | 4           | 2               | 0               | -                 | -                 | 27    | 4     |
| 2017-2018             | FC Chambly Oise          | 3                     | 22          | 4           | 7               | 1               | -                 | -                 | 29    | 5     |
| Sous-total            | Sous-total               | Sous-total            | 47          | 8           | 9               | 1               | 0                 | 0                 | 56    | 9     |
| 2018-2019             | AFC Tubize               | 2                     | 16          | 11          | 1               | 0               | -                 | -                 | 17    | 11    |
| Sous-total            | Sous-total               | Sous-total            | 16          | 11          | 1               | 0               | 0                 | 0                 | 17    | 11    |
| 2018-2019             | OH Louvain               | 2                     | 13          | 5           | 6               | 3               | -                 | -                 | 19    | 8     |
| 2019-2020             | OH Louvain               | 2                     | 27          | 15          | 3               | 1               | -                 | -                 | 30    | 16    |
| 2020-2021             | OH Louvain               | 1                     | 31          | 21          | 3               | 0               | -                 | -                 | 34    | 21    |
| 2021-2022             | OH Louvain               | 1                     | 4           | 3           | 0               | 0               | -                 | -                 | 4     | 3     |
| Sous-total            | Sous-total               | Sous-total            | 75          | 44          | 12              | 4               | 0                 | 0                 | 87    | 48    |
| 2021-2022             | Venise FC                | 1                     | 32          | 8           | 1               | 0               | -                 | -                 | 33    | 8     |
| Sous-total            | Sous-total               | Sous-total            | 32          | 8           | 1               | 0               | 0                 | 0                 | 33    | 8     |
| 2022-2023             | Hellas Vérone            | 1                     | 16          | 2           | 1               | 0               | -                 | -                 | 17    | 2     |
| 2023-2024             | Hellas Vérone            | 1                     | 11          | 3           | 1               | 0               | -                 | -                 | 12    | 3     |
| Sous-total            | Sous-total               | Sous-total            | 27          | 5           | 2               | 0               | -                 | -                 | 29    | 5     |
| Total sur la carrière | Total sur la carrière    | Total sur la carrière | 242         | 81          | 29              | 4               | 0                 | 0                 | 271   | 85    |